# Gamla Hulta
Gamla Hulta är ett bostadsområde i Ronneby, Blekinge. Bostadsområdet skiljs från Östra Hulta och Norra Hulta genom sin ålder och sitt läge närmare centrum. Bebyggelsen består av villor, mestadels från 50- till 70-talet, och området hyser en stor del av Ronnebys medelklass. I nordväst utgör Fredriksbergsskolan gränsen till området, som i väst och syd begränsas av järnvägen. I öster avgränsas området av en bergsbrant, från vilken man kan blicka ut över "Giraffstallarna" i Östra Hulta. I norr ligger Hultagölen.